# Алцова кула
Алцова кула (на гръцки: Άλτσουα Κούλα) е неолитно селище и антично и средновековно отбранително съоръжение, разположено край валовищкото село Крушево (Ахладохори), Северна Гърция.

## Местоположение
Алцова кула е нисък трапецовиден хълм на 1,5 km на изток-югоизток от Крушево. Под северните склонове на хълма, на разстояние 100 m, текат водите на Крушовската река (Крусовитис), а под южните и западните склонове текат два потока, предлагащи естествена защита от трите му страни. Полегатата източна страна е най-уязвимата точка, от която се достига до хълма през малка шийка от съседния хълм. От хълма се вижда голяма част от долината на Крушовската река и околните планини Славянка (Орвилос), Шарлия (Вронду) и Сенгелската планина (Ангистро).
На 150 m северно от крепостта е запазен двусводестият каменен Долен Белишки мост над Крушовската река (Белица).

## Неолит
В 90-те години при иманярски разкопки е разкрит участък от груба зидария от къща, която очевидно е помещавала рудиментарно домакинство от селището. Жителите на района събират фрагменти от нерисувана и груба керамика, черна без украса и украсена с писмена набраздена или врязана украса, но и намерени разпръснати каменни сечива.
Археологът Петрос Самсарис в 1995 година посещава обекта и потвърждава, че това е селище от епохата на неолита.
На хълма са намерени фрагменти от вази и останки от глинени съдове, както и находки от оръдия на труда от праисторическия период. Според „Археологико Делтио“ 50-Б'2, с. 637, на хълма Алцова кула е имало праисторическо и историческо селище. Повърхностната ръчно изработена керамика принадлежи към най-късния и последен период на неолита (5300 – 3000 г. пр. Хр.).

## Средновековие
Няколко века по-късно, в исторически времена, на хълма е имало ново селище. Към този период принадлежи и укреплението с каменно-зидана стена и силен варов хоросан. Използването на варов разтвор в зидарията води към ΙΙΙ – IV век сл. Хр. и след. Друга крепост от същата епоха се намира на 3 km североизточно от Крушево, в местността Градища.
Крепостта, подобно на други крепости в района, не би трябвало да е оцеляла след варварските набези от V век или най-късно от нашествията в VII век на аварите и славяните. Най-вероятно е била изоставена преди средата на V век, когато хуните с последователни нашествия опустошават Тракия и Македония.
Периметърната стена, от която са оцелели малко развалини, е около 200 m. Зидарията се състои от камъни със свързващ хоросан. Най-добре запазената част от стената е разположена по протежение на юг-югоизточната страна. Представлява стена с дължина 40 m и височина от 1 до 1,5 m. Дебелината на стената е поне 1,30 m. Следи от зид също има от западната страна и в северозападния ъгъл.